# Contarinia schlechtendaliana
Contarinia schlechtendaliana är en tvåvingeart som först beskrevs av Ewald Rübsaamen 1893.  Contarinia schlechtendaliana ingår i släktet Contarinia och familjen gallmyggor. Inga underarter finns listade i Catalogue of Life.